# ماریلین ویلسون
ماریلین ویلسون (انگلیسی: Marilyn Wilson؛ زادهٔ ۱۴ ژوئیهٔ ۱۹۴۳) شناگر اهل استرالیا بود.
وی در مسابقات کشوری و بین‌المللی در مجموع برندهٔ ۱ مدال نقره شده‌است.